# مدرسة دولية

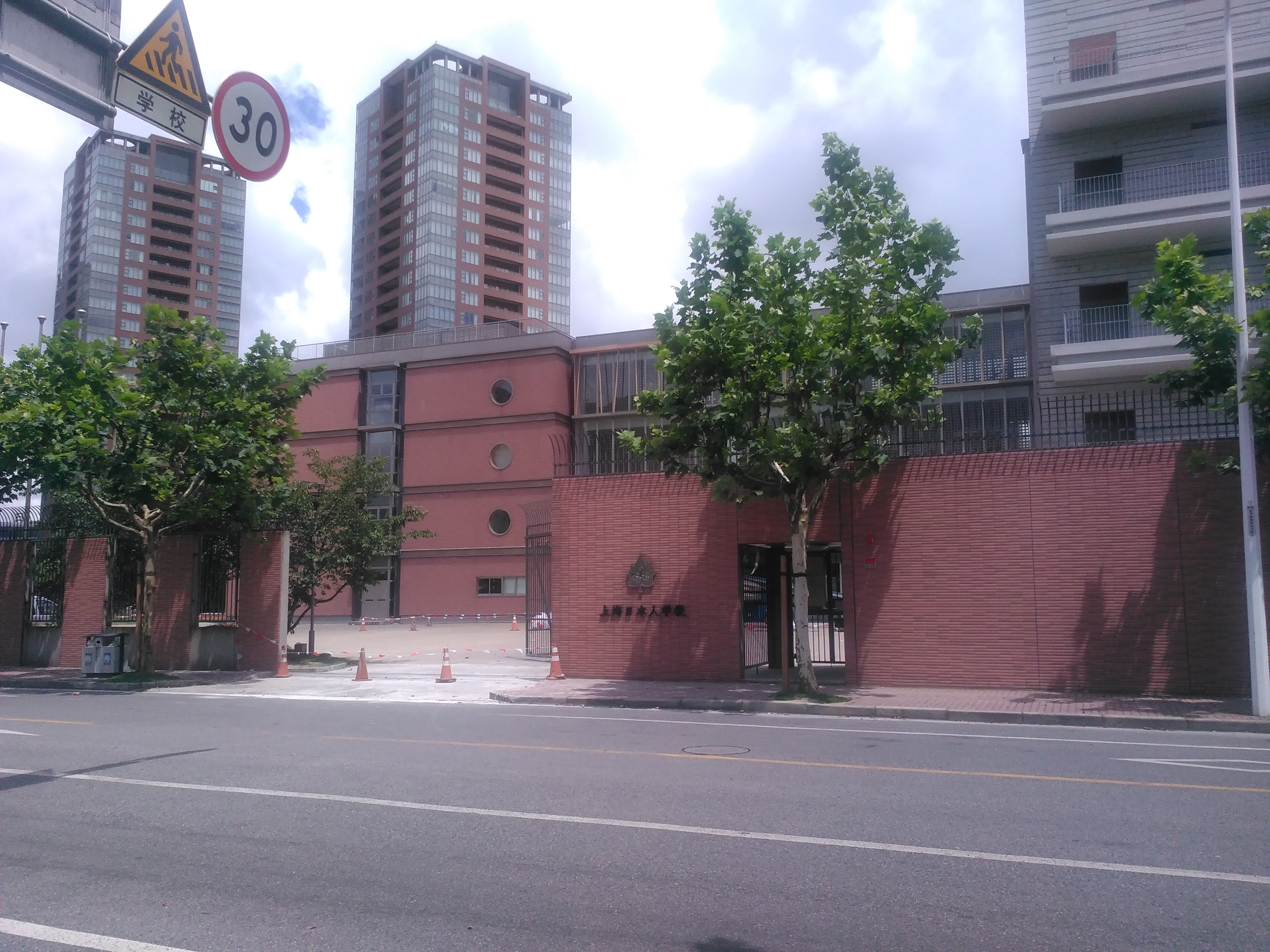
مدرسة شنغهاي اليابانية

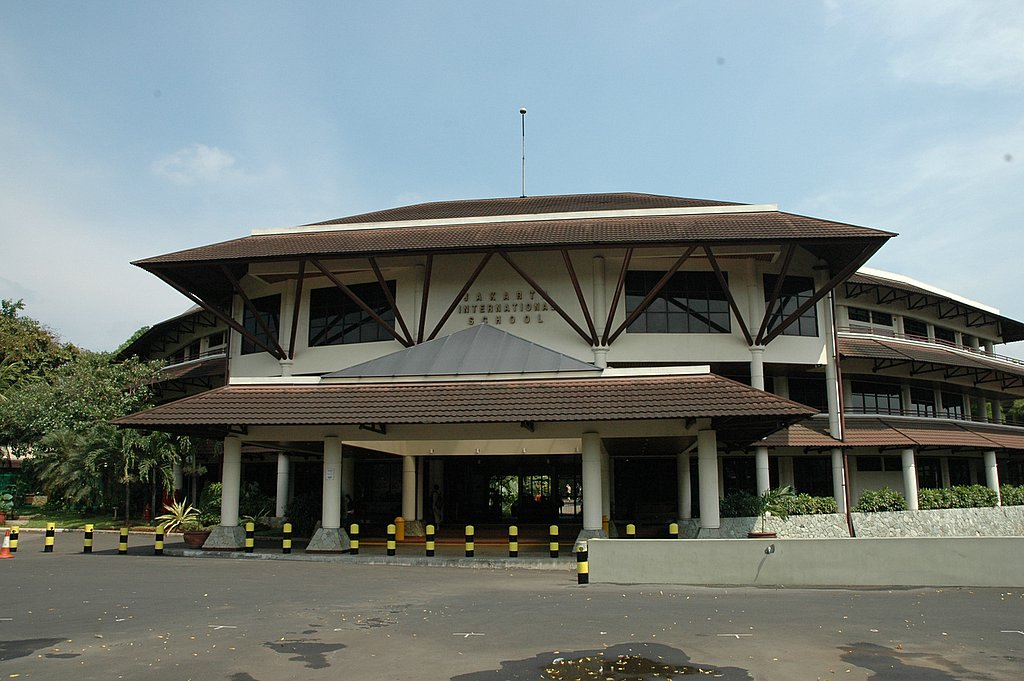
مدرسة جاكرتا الدولية

مدرسة دولية (بالإنجليزية: International school)‏، هي مدرسة تقدم التعليم الدولي، في بيئة دولية، إما من خلال اعتماد منهج دولي مثل البكالوريا الدولية، إيديكسل أو اختبارات كامبردج الدولية، أو باتباع منهج يختلف عن المنهج الوطني الذي يدرس في مدارس بلد التواجد.

## نظرة عامة

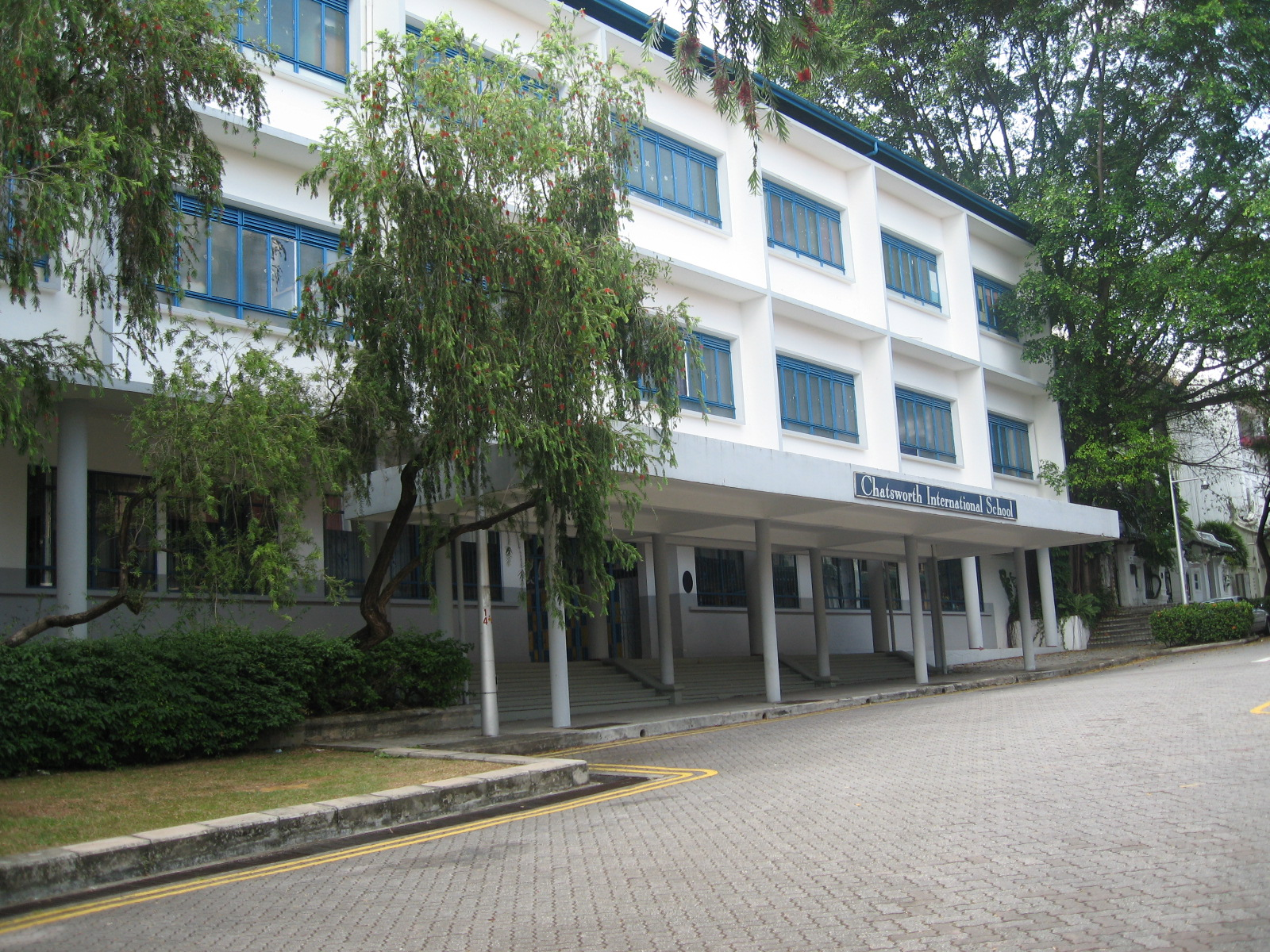
مدرسة تشاتسوورث الدولية، سنغافورة

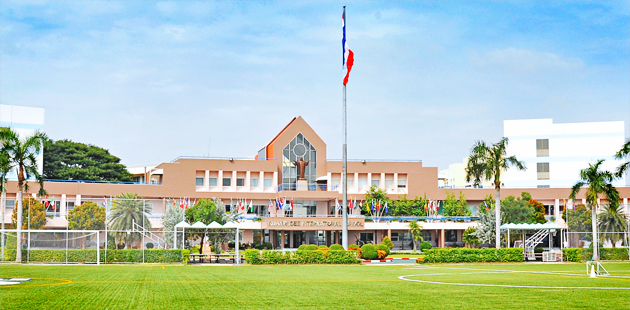
مدرسة روامريودي الدولية، في منطقة مين بوري، بانكوك، تايلاند.

في الغالب، فأن المدارس الدولية هي التي تقدم التعليم أساسا للطلاب الذين ليسوا من مواطني البلد المضيف، مثل أبناء موظفي الشركات الدولية والمنظمات الدولية والسفارات الأجنبية، والبعثات، أو البرامج التبشيرية. مع أن العديد من الطلاب المحليين يحضرون هذه المدارس لتعلم اللغة في المدرسة الدولية والحصول على مؤهلات للعمل أو التعليم العالي في بلد أجنبي.

## معايير
في مؤتمر عقد في إيطاليا عام 2009، حددت الرابطة الدولية لمدارس علم المكتبات عدداً من المعايير لوصف مدرسة دولية، وشملت:
- قابلية انتقال وتحول تعليم الطالب بين المدارس الدولية.
- عدد الطلبة الأجانب (غير المواطنيين) في المدرسة الدولية، أعلى من عدد الطلبة المواطنين في المدارس الحكومية أو المدارس العامة.
- الطلاب من جنسيات ولغات متعددة.
- المعلمون من جنسيات ولغات متعددة.
- اعتماد منهج دولي للتعليم.
- اعتماد دولي، على سبيل المثال: مجلس المدارس الدولية (CIS)، البكالوريا الدولية (IB)، لجنة الاعتماد الدولي (ACI)، الرابطة الغربية للمدارس والكليات (WASC).
- تسجيل الطلاب غير انتقائي.
- عادة فأن اللغة الإنجليزية أو اللغة الفرنسية هي اللغة المعتمدة للتعليم، بالإضافة إلى الالتزام بتدريس لغة إضافية واحدة على الأقل.

## وصلات خارجية
المدارس الدولية على مشروع الدليل المفتوح